# هوغو ماتشادو
هوغو ماتشادو (بالبرتغالية: Hugo Machado‏) (4 يوليو 1982 في البرتغال - ) هو لاعب كرة قدم برتغالي في مركز الوسط. شارك مع منتخب البرتغال تحت 16 سنة لكرة القدم. أما مع النوادي، فقد لعب مع أبولون ليماسول وأولمبياكوس نيقوسيا وإستريلا دا أمادورا وسبورتينغ لشبونة ب ونادي تشرتشل براذرز ونادي ذوب آهن أصفهان ونادي صنعت نفط عبادان ونافال ونادي بايرنسيه وAO Chania F.C. ‏ وAthens Kallithea F.C. ‏ وFK Standard Sumgayit ‏ وألكي لارانكا ‏.

## وصلات خارجية
- هوغو ماتشادو على موقع قاعدة بيانات كرة القدم.إي يو (الإنجليزية)
- هوغو ماتشادو على موقع Soccerway.com (الإنجليزية)